# جيمي ووكر
جيمي ووكر (بالإنجليزية: Jimmy Walker)‏ مواليد 19 يونيو عام 1881 في نيويورك - الوفاة 18 نوفمبر عام 1946، كان عمدة مدينة نيويورك من عام 1926 إلى عام 1932. وسياسي لامع، وكان عضو في الحزب الديمقراطي الليبرالي وجزء من التنظيم السياسي تاماني هول. أجبر على الاستقالة خلال فضيحة فساد.

## روابط خارجية
- جيمي ووكر على موقع IMDb (الإنجليزية)
- جيمي ووكر على موقع الموسوعة البريطانية (الإنجليزية)